# Réginald-André-Paulin-Edmond Jacq
Réginald-André-Paulin-Edmond Jacq OP (* 9. November 1905 in Sèvres; † 2. Mai 2001) war Apostolischer Vikar von Lang Són et Cao Bang Viêtnam.
Er wurde am 22. Juli 1934 als Mitglied des Dominikanerordens zum Priester geweiht.
Am 8. Juli 1948 wurde er zum Apostolischen Koadjutorvikar von Lang Són et Cao Bang und zum Titularbischof von Cerasa ernannt. Die Bischofsweihe erfolgte am 30. November desselben Jahres durch den Apostolischen Vikar von Lang Són et Cao Bang, Félix Hedde OP.
Mit dem Tod Félix Heddes am 4. Mai 1960 folgte er diesem als Apostolischer Vikar nach. Am 24. November desselben Jahres trat er von diesem Amt zurück. Mit gleichem Datum wurde das Apostolische Vikariat zum Bistum erhoben; sein gleichzeitig ernannter Nachfolger Vincent de Paul Pham Van Du wurde erster Diözesanbischof von Lang Són et Cao Bang.
Jacq nahm an allen vier Sitzungsperioden des Zweiten Vatikanischen Konzils teil.